# Ina Konstantínova
Inessa «Ina» Alexándrovna Konstantínova (en ruso: Инесса (Ина) Александровна Константинова; 1924 - 4 de marzo de 1944) fue una partisana y oficial de inteligencia soviética que participó en tareas de reconocimiento y sabotaje durante la Segunda Guerra Mundial hasta que murió en combate en 1944 a los 20 años, contra las tropas de ocupación alemanes en una emboscada. Después de la guerra, en 1947, se publicaron póstumamente su diario así como las cartas que había escrito durante la guerra.

## Biografía
Inna Konstantínova nació en 1924 en el pequeño pueblo de Kíverichi en la gobernación de Tver, aunque creció cerca de la ciudad de Kashin, en el noreste de Rusia, con sus padres y su hermana. Al comienzo de la invasión alemana de la Unión Soviética en 1941, era una estudiante y miembro del Komsomol de dieciséis años.
Todavía demasiado joven para luchar en el ejército en los primeros días del ataque en el verano de 1941, Konstantínova se unió a un destacamento de ayuda voluntaria y ayudó a atender a los heridos con el comité de distrito de la Cruz Roja. A los 17 años abandonó en secreto la casa de sus padres y se dirigió a Moscú para unirse a los partisanos, se unió a la 2.ª Brigada de partisanos de Kalinin del 1.er Cuerpo de partisanos de Kalinin en julio de 1942. A partir de ese momento, trabajó como exploradora para la brigada durante los años restantes de su vida, Konstantínova sería enviada varias veces detrás de las líneas enemigas. Fue galardonada con la Medalla al Partisano de la Guerra Patria de 2.do grado en 1943.
Murió el 4 de marzo de 1944, mientras cubría con el fuego de su subfusil la retirada de sus camaradas de un refugio emboscado, en el curso de una operación partisana de reconocimiento, murió en una escaramuza contra una unidad alemana que avanzaba cerca del pueblo de Lukianovo (actual Óblast de Pskov en Rusia). Su cuerpo fue localizado, al día siguiente, debajo de un pino cerca del lugar de la batalla.
A lo largo de la guerra, mantuvo un diario que había comenzado a escribir cuando era adolescente antes de la invasión. Las entradas de su diario y sus cartas se publicaron póstumamente en ruso en 1947 y posteriormente se tradujeron a varios idiomas para su publicación fuera de la Unión Soviética. Sus restos fueron enterrados de nuevo en la ciudad de Kashin en 1949, donde también se nombró una calle en su honor en 1970.

## Condecoraciones
- Orden de la Guerra Patria de 2.do grado
- Medalla al partisano de la Guerra Patria de 2.do grado